# Station Przystronie Śląskie
Station Przystronie Śląskie is een spoorwegstation in de Poolse plaats Przystronie.